# SuperBot Entertainment
SuperBot Entertainment est un studio indépendant américain de développement de jeux vidéo basé à Culver City en Californie.

## Historique
L'entreprise a été sous contrat d'exclusivité avec Sony Computer Entertainment pour développer le titre PlayStation All-Stars Battle Royale.

## Jeux développés
| Titre                               | Date de sortie | Plate-forme   |
| ----------------------------------- | -------------- | ------------- |
| PlayStation All-Stars Battle Royale | 2012           | PlayStation 3 |